# 힐튼 경주
힐튼 경주(영어: Hilton Gyeongju)는 대한민국 경상북도 경주시 보문로에 위치하고 있다.